# Norrsjötjärnen (Nordmalings socken, Ångermanland)
Norrsjötjärnen är en sjö i Nordmalings kommun i Ångermanland och ingår i Öreälven-Leduåns kustområde.